# Muzeum Velké Meziříčí
Muzeum Velké Meziříčí je muzeum ve Velkém Meziříčí. Sídlí od roku 1948 na zámku Velké Meziříčí.

## Historie
Vznik Muzea Velké Meziříčí se váže k roku 1893, kdy se ve městě konala všeobecná krajská výstava. Na výstavu bylo soustředěno velké množství předmětů, které se staly základem muzea. Sbírky byly v pozdějších letech doplněny o přírodniny, zvláště minerály, vycpaniny a mořskou faunu. Po roce 1948 se muzeum z radnice přemístilo do zámku a sbírky byly rozšířeny o zámecký mobiliář.
V roce 1980 byla zpřístupněna expozice D1 + D2, které mapovala historii a vývoj pozemních komunikací. V té době také muzeum změnilo svůj název na Muzeum silnic a dálnic.
Na podzim roku 2002 přijalo název Muzeum Velké Meziříčí a zaměřilo se na regionální historii. Oddělení pozemních komunikací však tehdy zrušeno nebylo a je součástí prohlídkové trasy. Kromě toho muzeum prezentuje historii města, významné rodáky či přírodovědné sbírky. Součástí prohlídky jsou i dobově zařízené zámecké interiéry.
V současné době muzeum nabízí dva okruhy - Muzeum a Zámek.

## Expozice
- Oddělení pozemních komunikací – tzv. muzeum dálnic s expozicí dálnice D1 a D2
- Přírodovědné expozice – mineralogická expozice s názvem "Od albitu k žule"
- Kubismus – expozice kubistického nábytku
- Ve znamení sedmi per – expozice týkající pojmenovaná dle znaku města Velké Meziříčí, zabývá se historií města

## Osobnosti
- Josef Šabacký, ředitel mezi lety 1959 a 1961